# Batalla de Mallorca (813)
La batalla de Mallorca fue una batalla sostenida, y ganada, por la escuadra de Ermenguer de Ampurias en el año 813, en aguas de Mallorca, contra la flota sarracena, que venía de asolar Córcega.

## La batalla
El conde Ermenguer de Ampurias esperó subrepticiamente en Mallorca a la armada musulmana, y la victoria se saldó con la captura de ocho naves y la liberación de quinientos cautivos corsos.
La batalla pone de manifiesto el interés del Imperio carolingio para competir con el dominio naval islámico; para la historia de la futura Corona de Aragón tiene la importancia de ser la primera referencia a una acción armada naval medieval de los condados catalanes; respecto a Mallorca , no aporta información significativa sobre las relaciones con el imperio carolingio, pero el hecho de que Ermenguer pudiera esperar a escondidas los adversarios, permite suponer, al menos, unas relaciones amistosas de los mallorquines con los francos, después del auxilio que les había dado Carlomagno en el año 799.

## Las fuentes
Las referencias a la batalla se encuentran en varios cronicones francos, pero todos ellos reproducen, con pequeñas variaciones, la obra del cortesano de Carlomagno, Eginardo, Annales Reine Francorum (830), que relata los hechos de la siguiente manera:

«Mauris de Corsica ad Hispaniam cum multa praeda redeuntibus, Irmengarius Comes Emporitanus in Maiorica insidias posuit, et octo naves eorum cepit, in quibus quingentos et eo amplius Corsos captivos inuenit. Hoc Mauri vindicare volentes Centumcellas Tusciae civitatem et Niceam provinciae Narbonensis vastaverunt. Sardiniam quoque adgressi commissoque cum Sardis proelio pulsi ac victi et multis suorum amissis recesserunt.»
Eginardo, Annales Regni Francorum

## Las derivaciones historiográficas
La historiografía ha desarrollado el evento añadiendo elementos que no se pueden deducir de las fuentes, así, califican de piratas a los sarracenos o presuponen que de los hechos se derivó la conquista carolingia de las islas Baleares. Estas ampliaciones ya se encuentran, junto con elementos legendarios, en la «Segunda parte de la crónica general de España» (1551), de Pere Antoni Beuter, y se pueden seguir rastreando en obras históricas del siglo XX.

### Citas
1. ↑  Eginardo (830). Annales Regni Francorum (en latín) (1895 edición). Hannover. pp. 104, 105, 108 y 139.
2. ↑  Beuter, Pere Antoni (1551). «XII, Segunda parte». Segunda parte de la crónica general de España. p. 63. Consultado el 5 de marzo de 2014.